# Reprezentacja Armenii na Mistrzostwach Świata w Narciarstwie Alpejskim 2011
Armenia na Mistrzostwach Świata w Narciarstwie Alpejskim 2011 w Garmisch-Partenkirchen reprezentowało dwóch sportowców (kobieta, mężczyzna). Nie zdobyli oni żadnego medalu.

## Reprezentanci
Mężczyźni
- Arsen Nersisyan
  - Slalom gigant – nie ukończył
  - Slalom – nie ukończył

Kobiety
- Siranush Maghakyan
  - Slalom gigant – nie ukończyła
  - Slalom – nie ukończyła